# Wendisch-Paulsdorf
Wendisch-Paulsdorf (obersorbisch  Serbske Pawlecy) ist ein Ortsteil der sächsischen Stadt Löbau im Landkreis Görlitz in der Oberlausitz. Der Ort liegt östlich des Stadtzentrums am Fuße des Löbauer Berges an der Landstraße von Löbau nach Görlitz. Umgebende Ortsteile sind Georgewitz im Norden, Wendisch-Cunnersdorf im Osten, Bischdorf (OT von Rosenbach) im Südosten und Ebersdorf im Südwesten. Westlich der Gemarkung befindet sich das Löbauer Stadtzentrum. Ab 1939 wurde Wendisch-Paulsdorf amtlich als Rosenhain II, zu DDR-Zeiten als Rosenhain B bezeichnet.

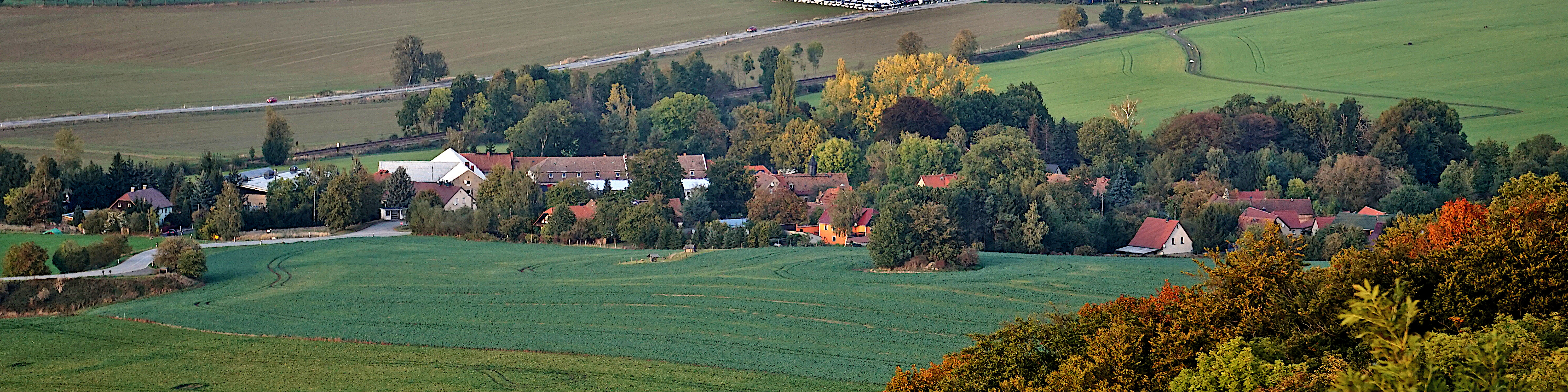
Blick auf Wendisch-Paulsdorf vom König-Friedrich-August-Turm aus

| Jahr | Einwohner             |
| ---- | --------------------- |
| 1777 | 13 Gärtner, 6 Häusler |
| 1834 | 157                   |
| 1871 | 220                   |
| 1890 | 222                   |
| 1910 | 235                   |
| 1925 | 261                   |

## Geschichte
Wendisch-Paulsdorf wurde im 13. Jahrhundert erstmals erwähnt und gehörte ab 1317 zum Weichbild der Stadt Löbau. Der Ortsname deutet darauf hin, dass die ursprünglich von den slawischen Milzenern bewohnte Siedlung von einem deutschen Lokator umgestaltet wurde. Bereits im Mittelalter soll es hier einen Herrensitz gegeben haben, aus welchem im 16./17. Jahrhundert das Rittergut hervorging. 1630 ist dieses erstmals als solches genannt. Der Ort selbst bildet einen platzdorfartigen Gutsweiler mit späteren Erweiterungen.
Zur Unterscheidung vom nahegelegenen Dorf Deutsch-Paulsdorf (heute Ortsteil von Markersdorf bei Görlitz) wurde dem Ortsnamen um 1700 der Zusatz „Wendisch“ hinzugefügt. Eingepfarrt ist der Ort nach Kittlitz. Von wirtschaftlicher Bedeutung war traditionell die Landwirtschaft. Außerdem gab es im Ort eine Schmiede und ein Sägewerk sowie eine Windmühle am Horken. 1847 wurde die Bahnstrecke Görlitz–Dresden über Wendisch-Paulsdorfer Flur geführt, ohne dass der Ort selbst jedoch eine Bahnstation erhielt. Die in diesem Zusammenhang errichtete Straßenbrücke über die Bahngleise wurde 1983 gesprengt und durch einen Neubau einige Meter weiter westlich ersetzt.
Noch 1884 stellte der Wissenschaftler Arnošt Muka fest, dass unter den damals 213 Bewohnern von Wendisch-Paulsdorf 31 Sorben waren (15 %). Hier wurde der inzwischen ausgestorbene Löbauer Dialekt des Obersorbischen gesprochen. Heute erinnert nur noch der Ortsname an die slawische Vergangenheit.
Am 1. April 1939 erfolgte die Eingemeindung von Wendisch-Paulsdorf in das benachbarte Rosenhain und in diesem Zusammenhang die amtliche Umbenennung in Rosenhain II. Die Namensänderung erfolgte im Geiste der Germanisierungspolitik der Nationalsozialisten, um den sorbischen Ursprung der Siedlung zu verschleiern. Auch die DDR übernahm diese Namensänderung, wechselte später jedoch zur Benennung des Ortsteils als Rosenhain B. Erst 1985 erhielt der Ort seinen ursprünglichen Namen zurück.
Am 1. März 1994 wurde die Gemeinde Rosenhain mit ihren Ortsteilen nach Löbau eingemeindet. Seit der Neugliederung des Stadtgebietes auf Beschluss des Löbauer Stadtrates vom 7. Juli 2011 sind die meisten ehemals selbständigen Dörfer, darunter auch Wendisch-Paulsdorf, separate Stadtteile der Großen Kreisstadt Löbau.

## Rittergut

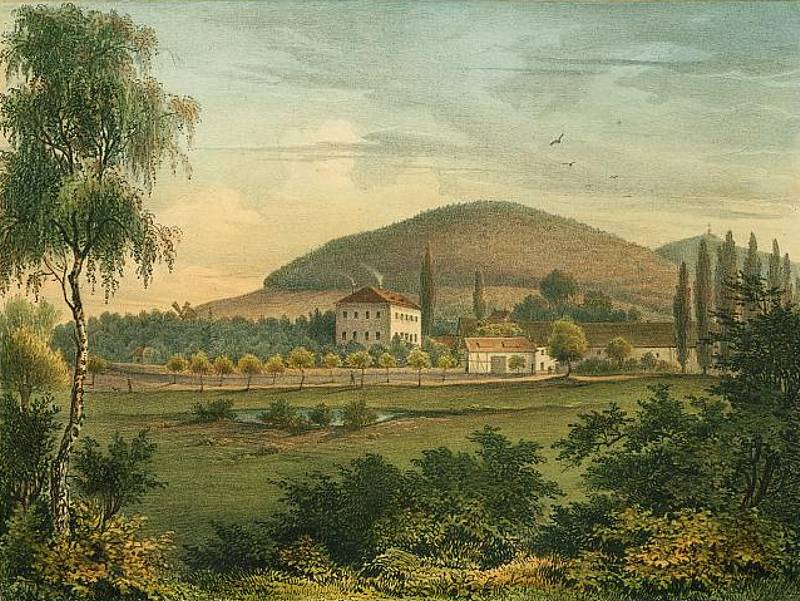
Rittergut Wendisch Paulsdorf um 1860

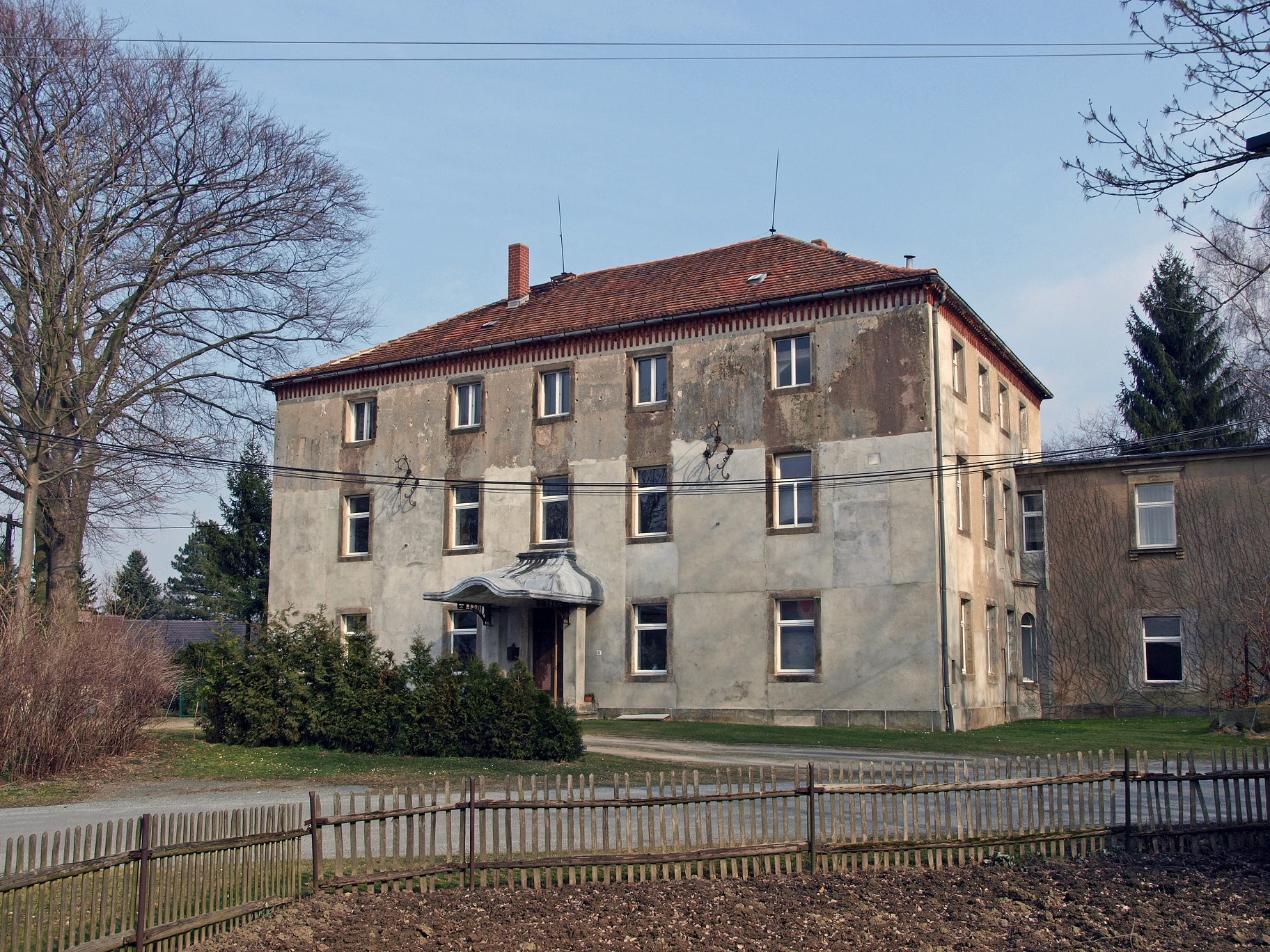
Herrenhaus Wendisch Paulsdorf 2015

Das Rittergut Paulsdorf entstand im 17. Jahrhundert aus einem älteren Herrensitz und wurde erstmals im Jahr 1630 erwähnt. Bis 1709 gehörte es den Herren von Nostitz, danach den Herren von Berge. 1779 kam es in den Besitz von Henriette Carolina von Rechenberg, die es 1800 an den Löbauer Kaufmann August Benjamin Mühle verkaufte. 1820 gelangte die Gutsherrschaft an Johann Gottlieb Traugott von Leuthold. Später befand sie sich wieder im Besitz der Familie von Nostitz-Drzewiecki, ab 1910 der Familie Dürr.
Als Wohnsitz der jeweiligen Gutsbesitzer diente das Herrenhaus, ein im 18. Jahrhundert errichteter, schlichter villenartiger Bau mit Walmdach und angebauter Veranda im italienischen Stil. Über der Haustür des Wirtschaftsgebäudes sind noch Reste zweier Wappenkartuschen zu sehen, welche vermutlich um 1760 geschaffen wurden und die Insignien der Familie Rechenberg zeigen. 1885 erfolgte ein Umbau des Gebäudes. Um das Haus lag ein kleiner Gutspark. Hier befand sich auch die noch bis 1965 existierende Schlossgärtnerei.
1946 wurde das Rittergut im Zuge der Bodenreform enteignet. Das Herrenhaus nutzte zu DDR-Zeiten ein Kindergarten, in den oberen Geschossen waren Wohnungen untergebracht. Ein Großteil der Innenausstattung ging durch Plünderungen und Umbauten verloren.
Neben dem Herrenhaus sind auch noch einige Gebäude des früheren Gutshofes erhalten. In einem zweigeschossigen Haus mit Dachreiter wohnten früher die Angestellten des Gutes. Nach 1945 befand sich hier ein Jugendklub, danach der Dorfkonsum und Wohnungen. Weitere Wirtschaftsgebäude dienten als Lager der Bäuerlichen Handelsgenossenschaft Löbau.
Zum Inventar des Rittergutes gehörte der Gerichtskretscham, ein bis um 1940 als Gaststätte genutztes Gebäude an der heutigen Bundesstraße B6. Ein Wappen an der Fassade, welches eine Fruchtgarbe und ein Pflugeisen zeigt, erinnert an die früheren Besitzer des Rittergutes, die Familie von Leuthold, welche 1805 in den Adelsstand erhoben wurde. In unmittelbarer Nähe befindet sich die frühere Post- und Ausspannstation Wendisch-Paulsdorf, welche einst auch der Erhebung des Chausseegeldes diente.

## Umgebung
- Horken: Unweit des Ortes liegt der Horken, eine kleine Erhebung mit Baumbewuchs am Gipfel. Die Bezeichnung Horken ist vom slawischen Wort für Hügel abgeleitet. Die Kuppe besteht aus Lausitzer Granit, der hier an der Oberfläche tritt und zeitweise auch abgebaut wurde. Der Legende nach soll die Bergkuppe einst innen hohl gewesen sein und von den Rittergutsbesitzern als Teepavillon genutzt worden sein. Einst stand am Horken eine Windmühle, welche nach ihrem Besitzer Zimmermann-Mühle genannt wurde. Die hölzerne Bockwindmühle diente den Bauern der Umgebung als Mahlmühle, da die örtlichen Fließgewässer über keine ausreichende Antriebskraft für eine Wassermühle verfügten. Um 1950 wurde die Mühle abgerissen.[2]
- Gabellärche: Der zur Gattung der Lärchen (Larix) gehörende Einzelbaum am Fußweg zwischen Wendisch-Paulsdorf und Wendisch-Cunnersdorf ist ca. 350 Jahre alt und steht als Naturdenkmal unter Schutz. Durch Sturm und Blitzschlag wurde er jedoch stark beschädigt.[2]